# Couche S
La couche S ou couche de surface cristalline est une enveloppe cellulaire procaryote régulièrement structurée que l'on trouve chez presque tous les types d'archées, ainsi que chez de nombreux types de bactéries,. La couche S des archées et des bactéries est constituée d'une couche monomoléculaire composée d'un assemblage d'une seule (ou, dans certains cas, de deux) protéine(s) ou glycoprotéine(s) identique(s). Cette structure est construite par auto-assemblage et entoure toute la surface de la cellule. Ainsi, la protéine de la couche S peut représenter jusqu'à 15% de l'ensemble du contenu protéique d'une cellule. Les protéines de la couche S sont peu ou pas conservées, et peuvent varier considérablement, même entre espèces apparentées. Selon les espèces, les couches S ont une épaisseur comprise entre 5 et 25 nm et possèdent des pores identiques de 2 à 8 nm de diamètre.
La terminologie "couche S" a été utilisée pour la première fois en 1976. Son emploi général a été accepté lors du "Premier atelier international sur les couches superficielles des cellules bactériennes cristallines" en 1984 à Vienne (Autriche). Par la suite, en 1987, les couches S ont été définies lors de l'atelier de l'Organisation européenne de biologie moléculaire sur les "couches superficielles des cellules bactériennes cristallines", à Vienne, comme "des réseaux bidimensionnels de sous-unités protéiques formant des couches superficielles sur les cellules procaryotes" (voir préface de la référence). Pour obtenir un bref résumé de l'histoire de la recherche sur la couche S, voir les références suivantes,.

## Localisation des couches S
Chez les bactéries à Gram négatif, les couches S sont associées aux lipopolysaccharides par des interactions ioniques, glucides-glucides, protéines-glucides et/ou protéines-protéines.
Chez les bactéries à Gram positif dont les couches S contiennent souvent des domaines d'homologie de la couche superficielle (SLH en anglais), la liaison se fait au peptidoglycane et à un polymère secondaire de la paroi cellulaire (par exemple, les acides téichoïques). En l'absence de domaines SLH, la liaison se fait par le biais d'interactions électrostatiques entre l'extrémité N-terminale de la protéine de la couche S, chargée positivement, et un polymère secondaire de la paroi cellulaire, chargé négativement. Chez les Lactobacilles, le domaine de liaison peut être situé à l'extrémité C-terminale.
Chez les archées à Gram négatif, les protéines de la couche S possèdent un ancrage hydrophobe qui est associé à la membrane lipidique sous-jacente,.
Chez les archées à Gram positif, les protéines de la couche S se lient à la pseudomuréine ou à la méthanochondroïtine,.

## Fonctions biologiques de la couche S

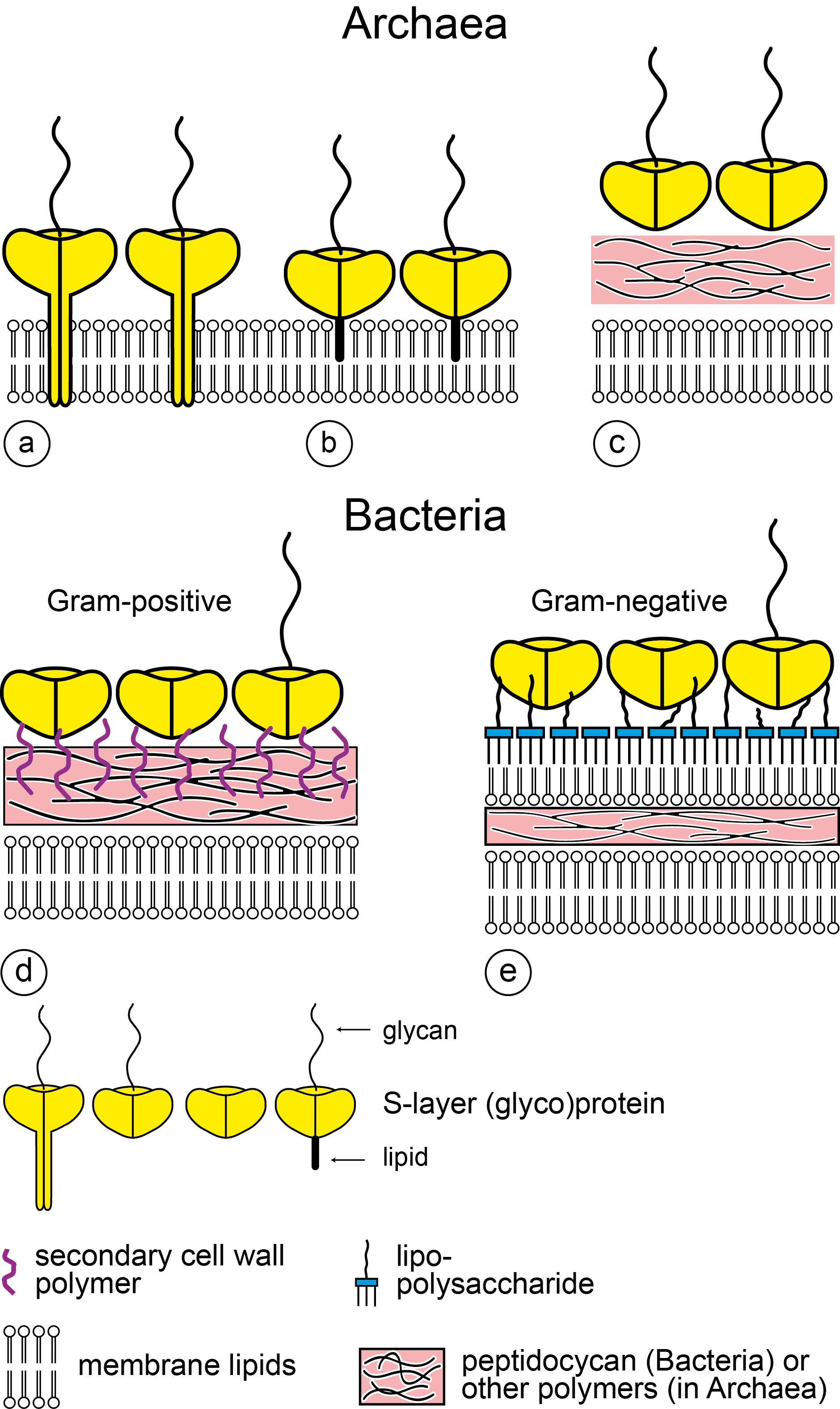
Illustration schématique de l'architecture supramoléculaire des principales classes d'enveloppes cellulaires procaryotes contenant des couches de surface (S). Les couches S des archées, dont la paroi est exclusivement constituée de réseaux de glycoprotéines, sont composées soit de sous-unités en forme de champignon avec des domaines transmembranaires hydrophobes en forme de piliers (a), soit de sous-unités de glycoprotéines modifiées par des lipides (b). Les couches S individuelles peuvent être composées de glycoprotéines possédant les deux types de mécanismes d'ancrage membranaire. Peu d'archées possèdent une couche de paroi rigide (par exemple la pseudomuréine chez les organismes méthanogènes) comme couche intermédiaire entre la membrane plasmique et la couche S (c). Chez les bactéries à Gram positif (d), les (glyco)protéines de la couche S sont liées à la couche rigide contenant du peptidoglycane par des polymères secondaires de la paroi cellulaire. Chez les bactéries à Gram négatif (e), la couche S est étroitement associée au lipopolysaccharide de la membrane externe. La figure et sa légende ont été copiées de Sleytr et al., 2014.

Pour de nombreuses bactéries, la couche S représente la zone d'interaction la plus externe avec leur environnement respectif,. Ses fonctions sont très diverses et varient d'une espèce à l'autre. Chez de nombreuses espèces d'archées, la couche S est le seul composant de la paroi cellulaire et, par conséquent, est importante pour la stabilisation mécanique et osmotique. Les fonctions additionnelles associées aux couches S incluent :
- la protection contre les bactériophages, les Bdellovibrios, et la phagocytose ;

- la résistance contre les pH bas ;

- une barrière contre les substances de poids moléculaire élevé (par exemple, les enzymes lytiques) ;
- l'adhésion (pour les couches S glycosylées) ;
- la stabilisation de la membrane (par exemple, le SDBC chez Deinococcus radiodurans[9],[10]) ;
- la résistance au stress électromagnétique (par exemple, les radiations ionisantes et les températures élevées[9],[10]) ;
- la mise à disposition de sites d'adhésion pour les exoprotéines ;
- la mise à disposition d'un compartiment périplasmique chez les procaryotes à Gram positif avec le peptidoglycane et les membranes cytoplasmiques ;
- des propriétés antisalissures[11] ;
- la biominéralisation[12],[13],[14] ;
- un tamis moléculaire et une fonction de barrière[15].

## Structure de la couche S
Bien qu'elles soient omniprésentes chez les archées et communes chez les bactéries, les couches S que l'on retrouve chez ces divers organismes ont des propriétés structurelles uniques, notamment la symétrie et les dimensions des cellules unitaires, en raison de différences fondamentales dans les éléments constitutifs. Les analyses de séquence des protéines de la couche S ont permis de prédire qu'elles ont une taille comprise entre 40 et 200 kDa et qu'elles peuvent être composées de plusieurs domaines, dont certains peuvent être structurellement apparentés. Depuis la première mise en évidence d'un réseau macromoléculaire sur un fragment de paroi cellulaire bactérienne dans les années 1950, la structure de la couche S a été largement étudiée par microscopie électronique. Les images à moyenne résolution des couches S issues de ces analyses ont fourni des informations utiles sur la morphologie globale de la couche S. Les structures à haute résolution d'une protéine de la couche S archéenne (MA0829 de Methanosarcina acetivorans souche C2A) de la famille des protéines de la couche S des Methanosarcinales et d'une protéine de la couche S bactérienne (SbsB), ainsi que de Geobacillus stearothermophilus souche PV72, ont récemment été déterminées par cristallographie aux rayons X,. Contrairement aux structures cristallines existantes, qui représentaient des domaines individuels des protéines de la couche S ou des composants protéiques mineurs de la couche S, les structures de MA0829 et de SbsB ont permis de proposer des modèles à haute résolution des couches S de M. acetivorans et de G. stearothermophilus. Ces modèles présentent une symétrie respectivement hexagonale (p6) et oblique (p2) pour M. acetivorans et de G. stearothermophilus, et leurs caractéristiques moléculaires, y compris les dimensions et la porosité, sont en bon accord avec les données des études de microscopie électronique des couches S archéennes et bactériennes.
En général, les couches S présentent une symétrie de réseau oblique (p1, p2), carrée (p4) ou hexagonale (p3, p6). Selon la symétrie du réseau, chaque unité morphologique de la couche S est composée d'une (p1), deux (p2), trois (p3), quatre (p4) ou six (p6) sous-unités protéiques identiques. L'espacement centre à centre (ou dimensions de la cellule unitaire) entre ces sous-unités varie de 4 à 35 nm.

## Auto-assemblage

### Assemblagein vivo
L'assemblage d'un réseau monomoléculaire cohérent et hautement ordonné de couches S sur une surface cellulaire en croissance nécessite la synthèse continue d'un surplus de protéines de la couche S et leur translocation vers les sites de croissance du réseau. De plus, des informations concernant ce processus dynamique ont été obtenues à partir d'expériences de reconstitution avec des sous-unités isolées de la couche S sur des surfaces cellulaires dont elles avaient été retirées (rattachement homologue), ou sur celles d'autres organismes (rattachement hétérologue).

### Assemblagein vitro
Les protéines de la couche S ont la capacité naturelle de s'auto-assembler en réseaux monomoléculaires réguliers en solution et aux interfaces, telles que les supports solides, l'interface air-eau, les films lipidiques, les liposomes, les émulsions, les nanocapsules, les nanoparticules ou les microbilles,. La croissance des cristaux de la couche S suit une voie non classique dans laquelle une étape finale de repliement de la protéine de la couche S fait partie de la formation du réseau,.

## Application
Les protéines natives de la couche S ont déjà été utilisées il y a trente ans pour le développement de biocapteurs et de membranes d'ultrafiltration. Par la suite, les protéines de fusion de la couche S avec des domaines fonctionnels spécifiques (par exemple, des enzymes, des ligands, des mimotopes, des anticorps ou des antigènes) ont permis d'étudier des stratégies totalement nouvelles pour la fonctionnalisation des surfaces dans les sciences de la vie, comme le développement de nouvelles matrices d'affinité, de vaccins muqueux, de surfaces biocompatibles, de micro-porteurs et de systèmes d'encapsulation, ou dans les sciences des matériaux comme modèles pour la biominéralisation,,,.